# Andriejewskoje (rejon wołogodzki)
Andriejewskoje (ros. Андреевское) – wieś w Rosji, w rejonie wołogodzkim obwodu wołogodzkiego. W 2010 r. liczyła 8 mieszkańców.